# Linia sukcesji bhutańskiego tronu
Linia sukcesji bhutańskiego tronu jest następująca:
król: Jigme Khesar Namgyel Wangchuck
1. książę Jigme Namgyel (ur. 2016, syn obecnego króla)
2. książę Jigme Ugyen (ur. 2020, syn obecnego króla)
3. księżniczka Sonam Yangden (ur. 2023, córka obecnego króla)
4. książę Jigyel Ugyen (ur. 1984, brat obecnego króla)
5. książę Khamsum Singye (ur. 1985, brat króla)
6. książę Jigme Dorji (ur. 1986, brat króla)
7. ashi Decho Pema (ur. 2014, bratanica króla)
8. książę Ugyen Jigme (ur. 1994, brat króla)
9. księżniczka Chimi Yangzom (ur. 1980, siostra króla)
10. daszo Jigme Ugyen (ur. 2006, siostrzeniec króla)
11. daszo Jamyang Singye (ur. 2009, siostrzeniec króla)
12. księżniczka Sonam Dechen (ur. 1981, siostra króla)
13. daszo Jigje Singye (ur. 2009, siostrzeniec króla)
14. daszo Jigme Jigten (ur. 2013, siostrzeniec króla)
15. księżniczka Dechen Yangzom (ur. 1981, siostra króla)
16. daszo Ugyen Dorji (siostrzeniec króla)
17. daszo Jigme Singye (siostrzeniec króla)
18. ashi Decho Pema (siostrzenica króla)
19. księżniczka Kesang Choden (ur. 1982, siostra króla)
20. daszo Jamgyel Singye (siostrzeniec króla)
21. daszo Ugyen Junay (siostrzeniec króla)
22. ashi Tshering Tshoyang (ur. 2019, siostrzenica króla)
23. księżniczka Euphelma Choden (ur. 1993, siostra króla)